# Sisyphus impressipennis
Sisyphus impressipennis är en skalbaggsart som beskrevs av Lansberge 1886. Sisyphus impressipennis ingår i släktet Sisyphus och familjen bladhorningar. Inga underarter finns listade i Catalogue of Life.